# Jacek Kotas

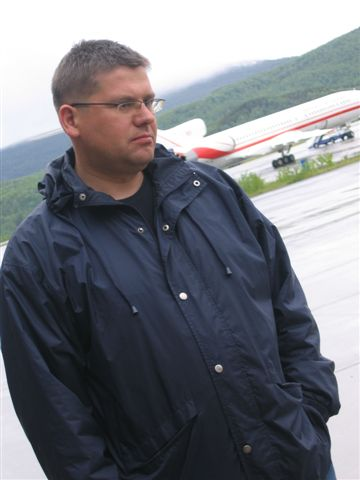
Jacek Kotas, lotnisko pod Narwikiem, 11 czerwca 2007

Jacek Kotas (ur. 30 stycznia 1967) – polski polityk, przedsiębiorca, w 2007 podsekretarz stanu w Ministerstwie Obrony Narodowej. 

## Życiorys
W 1992 ukończył studia na Wydziale Rolniczym Akademii Rolniczej w Szczecinie, zaś w 1997 w College of Business Administration w University of Wisconsin-La Crosse. Uzyskał również dyplom Business Management na Uniwersytecie Georgetown w Waszyngtonie.
W latach 1993–1997 pracował jako specjalista w Sekcji Ewidencji i Analiz Agencji Własności Rolnej Skarbu Państwa w Oddziale Terenowym w Szczecinie. Od 1997 do 1999 był doradcą i sekretarzem ministra rolnictwa, następnie do 2000 współpracownikiem Banku Światowego oraz konsultantem w Fundacji Programów Pomocowych dla Rolnictwa „FAPA”. Od 2000 pełnił funkcję dyrektora organizacyjnego Forum Ekonomicznego w Krynicy, a od 2002 do września 2006 prezesa zarządu Fundacji Instytut Studiów Wschodnich. W latach 2002–2006 prowadził własną działalność gospodarczą w zakresie zarządzania i doradztwa. W czerwcu 2006 został prezesem Wojskowej Agencji Mieszkaniowej, a w okresie od 12 lutego 2007 do 26 listopada 2007 był podsekretarzem stanu w Ministerstwie Obrony Narodowej.
Od 1998 należał do Stronnictwa Konserwatywno-Ludowego i (od 2002) SKL-Ruch Nowej Polski (rozwiązanego w 2003). W wyborach parlamentarnych w 2005 bez powodzenia kandydował do Sejmu z listy Prawa i Sprawiedliwości w okręgu nowosądeckim.
W 2007 r. uzyskał prawo dostępu do tajemnic wojskowych
Od grudnia 2015 roku jest prezesem zarządu Fundacji Narodowe Centrum Studiów Strategicznych.

## Kontrowersje
Według dziennika "Gazeta Wyborcza", oraz tygodnika "Polityka", Kotas posiadał powiązania z mafią sołncewską, jedną z bardziej wpływowych rosyjskich organizacji przestępczych.
Jacek Kotas pozwał dziennikarza śledczego Tomasza Piątka za słowa zamieszczone w książce "Macierewicz i jego tajemnice". Piątek pisał o rosyjskich powiązaniach Kotasa i jego spółki deweloperskiej Grupa Radius i nazwał go "rosyjskim łącznikiem". Kotas wytoczył mu za to dwie sprawy – o ochronę dóbr osobistych i o zniesławienie - obie przegrał. W dniu 11.01.2023 r. Sąd Najwyższy, po wniesionej kasacji, również wydał wyrok korzystny dla Piątka. Można w nim przeczytać, że "oddalono środek zaskarżenia jako oczywiście bezzasadny".